# エーケー・グローバル・エージェント
株式会社エーケー・グローバル・エージェント（AK Global Agent Inc.）は、日本のマネジメント事務所。代表はアマチュア格闘家としてもTHE OUTSIDERに参戦歴のある雨宮禎。
2004年2月に有限会社エーケー・グローバル・エージェントとして設立し、同時に田村岳斗と契約。
2006年株式会社化。
2008年、持株会社化に伴い株式会社エーケー・グループの子会社となる。
2015年、マネジメント事業部をトラロックエンターテインメント株式会社に事業譲渡。

## マネジメント
※2014年1月11日現在
- 宮本賢二
- 村主千香
- 武田奈也
- 織田信成
- 恩田祐一
- 内藤大助
- 井岡一翔
- 清水智信
- 中邑真輔
- ゴールデン・グローリー
- 山内佑太郎
- レイ・セフォー
- 金原弘光
- 加藤武治
- 山崎憲晴
- 岩村明憲
- 沼田さくら
- 松浦新

### 過去
- 田村岳斗
- 村主章枝
- 西野友毬
- アンディー・サワー
- 緒形健一
- レーナ
- 梅野孝明
- 西島洋介

## 業務提携
- エイベックス・エンタテインメント
- デジタルエキスプレス